# Armaucourt
Armaucourt est une commune française située dans le département de Meurthe-et-Moselle, en région Grand Est.

## Géographie

### Localisation
|      | Arraye-et-Han        | Manhoué Moselle |
| Leyr | Armaucourt           | Lanfroicourt    |
|      | Bouxières-aux-Chênes |                 |

### Hydrographie
La commune est dans le bassin versant du Rhin au sein du bassin Rhin-Meuse. Elle est drainée par la Seille et le ruisseau de Chanteraine,.
La Seille, d'une longueur de 138 km, prend sa source dans la commune de Maizières-lès-Vic et se jette  dans divers bras mort de la Moselle à Metz, après avoir traversé 57 communes.

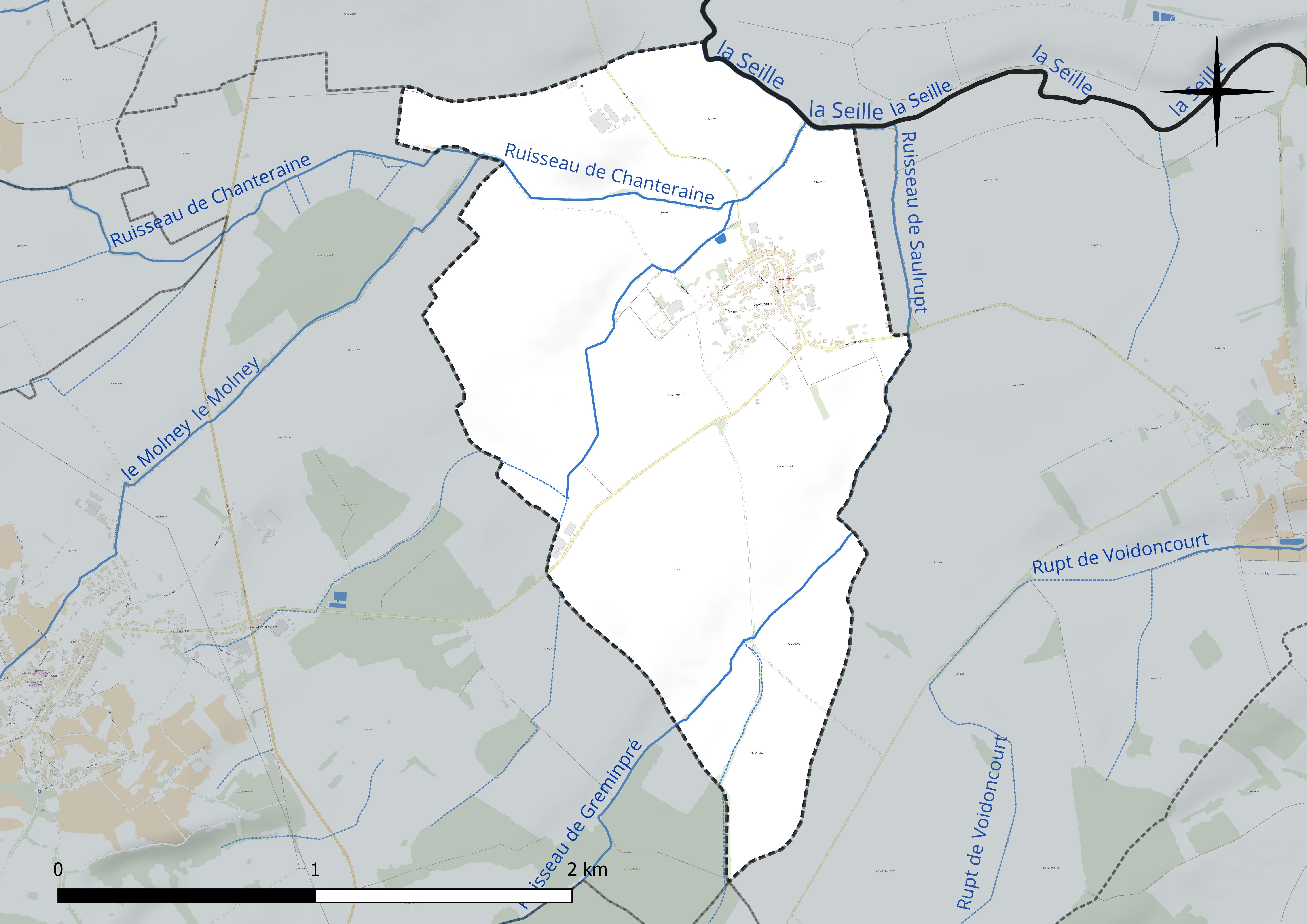
Réseau hydrographique d'Armaucourt.

### Climat
Pour des articles plus généraux, voir Climat du Grand Est et Climat de Meurthe-et-Moselle.
En 2010, le climat de la commune est de type climat océanique dégradé des plaines du Centre et du Nord, selon une étude du Centre national de la recherche scientifique s'appuyant sur une série de données couvrant la période 1971-2000. En 2020, Météo-France publie une typologie des climats de la France métropolitaine dans laquelle la commune est exposée à un climat semi-continental et est dans la région climatique Lorraine, plateau de Langres, Morvan, caractérisée par un hiver rude (1,5 °C), des vents modérés et des brouillards fréquents en automne et hiver.
Pour la période 1971-2000, la température annuelle moyenne est de 9,8 °C, avec une amplitude thermique annuelle de 16,9 °C. Le cumul annuel moyen de précipitations est de 746 mm, avec 11,3 jours de précipitations en janvier et 9 jours en juillet. Pour la période 1991-2020, la température moyenne annuelle observée sur la station météorologique de Météo-France la plus proche, « Nancy-Essey », sur la commune de Tomblaine à 16 km à vol d'oiseau, est de 11,0 °C et le cumul annuel moyen de précipitations est de 746,3 mm. 
La température maximale relevée sur cette station est de 40,1 °C, atteinte le 24 juillet 2019 ; la température minimale est de −24,8 °C, atteinte le 21 février 1956,,.
Les paramètres climatiques de la commune ont été estimés pour le milieu du siècle (2041-2070) selon différents scénarios d'émission de gaz à effet de serre à partir des nouvelles projections climatiques de référence DRIAS-2020. Ils sont consultables sur un site dédié publié par Météo-France en novembre 2022.

## Urbanisme

### Typologie
Au 1er janvier 2024, Armaucourt est catégorisée commune rurale à habitat dispersé, selon la nouvelle grille communale de densité à sept niveaux définie par l'Insee en 2022.
Elle est située hors unité urbaine. Par ailleurs la commune fait partie de l'aire d'attraction de Nancy, dont elle est une commune de la couronne,. Cette aire, qui regroupe 353 communes, est catégorisée dans les aires de 200 000 à moins de 700 000 habitants,.

### Occupation des sols
L'occupation des sols de la commune, telle qu'elle ressort de la base de données européenne d’occupation biophysique des sols Corine Land Cover (CLC), est marquée par l'importance des territoires agricoles (100 % en 2018), une proportion identique à celle de 1990 (100 %). La répartition détaillée en 2018 est la suivante : terres arables (71,8 %), prairies (19,8 %), zones agricoles hétérogènes (8,4 %). L'évolution de l’occupation des sols de la commune et de ses infrastructures peut être observée sur les différentes représentations cartographiques du territoire : la carte de Cassini (XVIIIe siècle), la carte d'état-major (1820-1866) et les cartes ou photos aériennes de l'IGN pour la période actuelle (1950 à aujourd'hui).

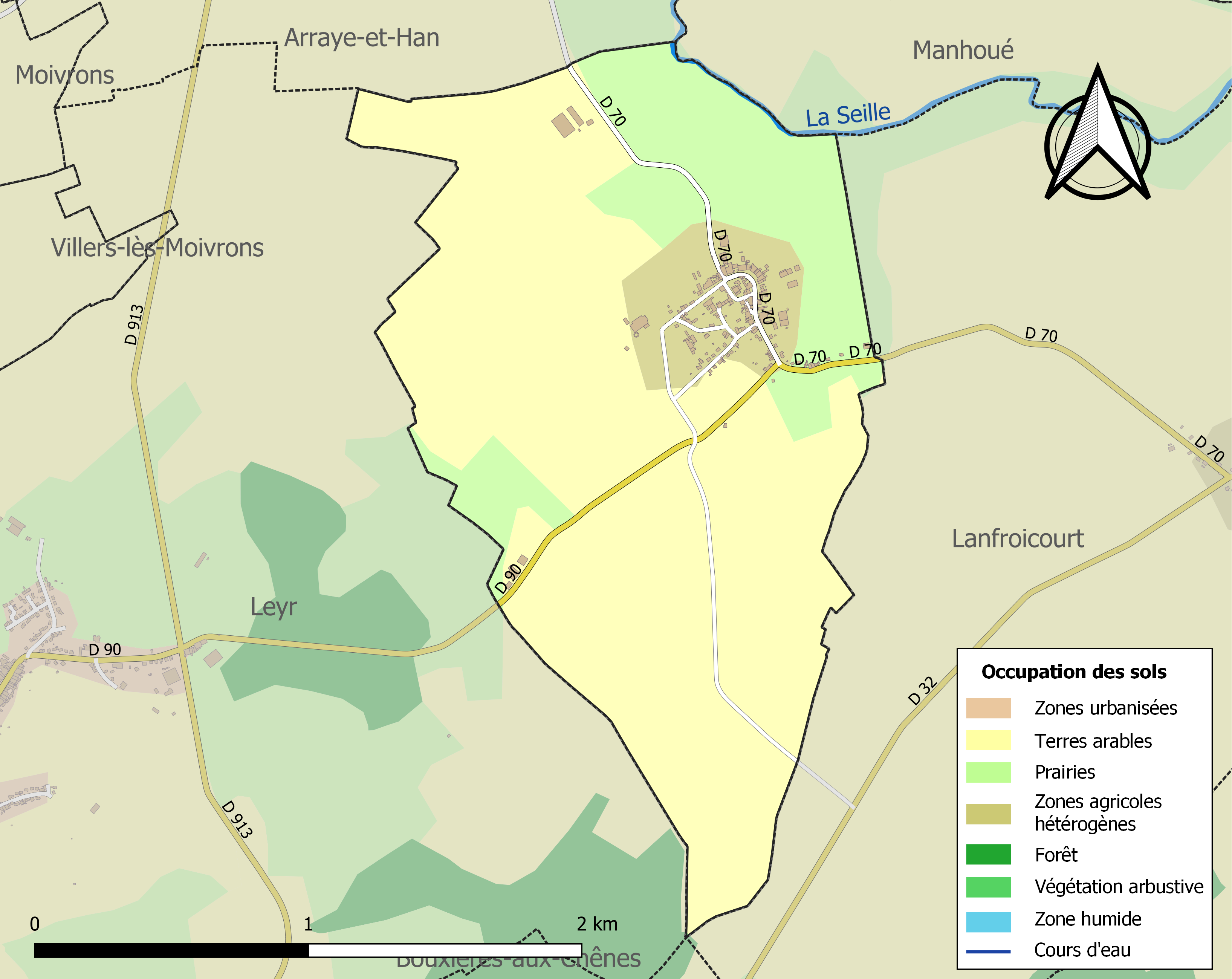
Carte des infrastructures et de l'occupation des sols de la commune en 2018 (CLC).

## Toponymie
Armaucort (1318), Armacourt-sur-Ceille (1334), Armaulcourt (1420), Armacourt (1424), Armalcourt-sur-Saille (1487)[réf. nécessaire].

## Histoire
- Seigneurie au XVIe siècle.
- Dommages au cours de la guerre 1914-1918 et de celle de 1939-1945.
- Cette commune fut un village-frontière avec l'Allemagne entre 1871 et 1918.

## Politique et administration
| Période                                  | Période   | Identité                                           | Étiquette | Qualité      |
| ---------------------------------------- | --------- | -------------------------------------------------- | --------- | ------------ |
| Les données manquantes sont à compléter. |           |                                                    |           |              |
| 2001                                     | mars 2008 | Charles Rougieux                                   |           |              |
| mars 2008                                | En cours  | Jean-Claude Crespy, Réélu pour le mandat 2020-2026 |           | Ancien cadre |

## Population et société

### Démographie
Les habitants sont nommés les Armaucourtois
L'évolution du nombre d'habitants est connue à travers les recensements de la population effectués dans la commune depuis 1793. Pour les communes de moins de 10 000 habitants, une enquête de recensement portant sur toute la population est réalisée tous les cinq ans, les populations de référence des années intermédiaires étant quant à elles estimées par interpolation ou extrapolation. Pour la commune, le premier recensement exhaustif entrant dans le cadre du nouveau dispositif a été réalisé en 2008.

En 2022, la commune comptait 238 habitants, en évolution de +8,68 % par rapport à 2016 (Meurthe-et-Moselle : −0,13 %, France hors Mayotte : +2,11 %).
| 1793 | 1800 | 1806 | 1821 | 1831 | 1836 | 1841 | 1846 | 1851 |
| ---- | ---- | ---- | ---- | ---- | ---- | ---- | ---- | ---- |
| 287  | 298  | 303  | 336  | 364  | 420  | 432  | 463  | 470  |

| 1856 | 1861 | 1872 | 1876 | 1881 | 1886 | 1891 | 1896 | 1901 |
| ---- | ---- | ---- | ---- | ---- | ---- | ---- | ---- | ---- |
| 407  | 458  | 403  | 430  | 400  | 407  | 370  | 352  | 332  |

| 1906 | 1911 | 1921 | 1926 | 1931 | 1936 | 1946 | 1954 | 1962 |
| ---- | ---- | ---- | ---- | ---- | ---- | ---- | ---- | ---- |
| 317  | 292  | 208  | 179  | 200  | 188  | 144  | 169  | 168  |

| 1968 | 1975 | 1982 | 1990 | 1999 | 2006 | 2008 | 2013 | 2018 |
| ---- | ---- | ---- | ---- | ---- | ---- | ---- | ---- | ---- |
| 184  | 189  | 193  | 227  | 235  | 218  | 213  | 217  | 232  |

| 2022 | - | - | - | - | - | - | - | - |
| ---- | - | - | - | - | - | - | - | - |
| 238  | - | - | - | - | - | - | - | - |

Le pic du nombre d'habitants est constaté au recensement de 1851 (470) En 1856, ce nombre est revenu à 407, soit une baisse de plus de 13 %. Le choléra est passé par là : 60 morts en 1855, dont 48 en août et septembre.

## Culture locale et patrimoine

### Lieux et monuments
- Maison forte XVe siècle (ferme).
- Église Saint-Paul néo-gothique 1865, restaurée après 1918.

### Personnalités liées à la commune
- Gilbert Schwartz (1911-1993), homme politique né à Armaucourt, maire de Jarny et député de Meurthe-et-Moselle.

### Héraldique, logotype et devise
| Blason de Armaucourt | Blason  | Parti de sinople à une épée d'argent garnie d'or, et du même au favier ou tige de fève de sable. |
| Blason de Armaucourt | Détails | Le statut officiel du blason reste à déterminer.                                                 |